# Sa'adatu Modibbo Kawu
Sa'adatu Modibbo Kawu é a Comissária para o Ensino Superior, Ciência e Tecnologia do Estado de Kwara, na Nigéria, nomeada pelo governador Abdulrazaq Abdulrahman.

## Infância e educação
Em 1997, ela estudou economia na Usmanu Danfodiyo University Sokoto e, em seguida, obteve um mestrado em administração de empresas na Universidade de Ilorin.

## Carreira
Como Comissária para o Ensino Superior, Ciência e Tecnologia, 1,592 biliões de Naira foram gastos para compensar atrasos de salários para transformar a educação no Estado.

## Vida pessoal
Ela é casada com o diretor-geral da Comissão Nacional de Radiodifusão, Ishaq Modibbo Kawu.